# Wang Dang Doodle
Wang Dang Doodle è una canzone blues composta da Willie Dixon, incisa per la prima volta da Howlin' Wolf nel 1960 e distribuita per l'etichetta Chess Records nel 1961 come singolo, con la canzone Back Door Man quale lato B. Nel 1965 Dixon e Leonard Chess convinsero Koko Taylor a registrare la canzone per la Checker Records, una sussidiaria della Chess Records. La versione interpretata da Taylor raggiunse rapidamente il successo, arrivando alla tredicesima posizione della classifica Hot R&B/Hip-Hop Songs della rivista Billboard ed alla cinquantottesima posizione della classifica pop. Wang Dang Doodle è diventata uno standard del blues, interpretato, nel corso degli anni, da molti artisti e gruppi musicali.